# Списък на обектите в Слънчевата система
Списък на обектите в Слънчевата система с диаметър от поне 500 km:
- Слънце — звезда от спектрален клас G2
  - Меркурий
  - Венера
  - Земя
    - Луна

  - Марс
    - Фобос
    - Деймос

  - Юпитер
    - Йо
    - Европа
    - Ганимед
    - Калисто

  - Сатурн
    - Тетида
    - Диона
    - Рея
    - Титан
    - Япет

  - Уран
    - Ариел
    - Умбриел
    - Титания
    - Оберон

  - Нептун
    - Тритон

  - Плутон
    - спътници

  - Астероиден пояс
    - 1 Церера
    - 2 Палада
    - 4 Веста

  - Пояс на Кайпер
    - 50000 Кваоар
    - 20000 Варуна

  - Облак на Оорт
    - 90377 Седна

  - Виж още естествен спътник за пълен списък на естествените спътници
  - Виж още планетарен пръстен
- Астероиди
  - Намират се главно в астероидния пояс.
  - Могат да имат собствени спътници (виж астероиден спътник).
- Комети
  - Кентаври
- Транснептунови обекти
  - Плутино
  - Кюбиуано
  - Обекти от разредения диск
- Обекти с малки размери:
  - Метеорити
  - Междупланетен прах
  - Обекти с човешки произход
    - изкуствени спътници
    - космически боклук